# Montrond, Hautes-Alpes
Montrond är en kommun i departementet Hautes-Alpes i regionen Provence-Alpes-Côte d'Azur i sydöstra Frankrike. Kommunen ligger  i kantonen Serres som ligger i arrondissementet Gap. År 2022 hade Montrond 89 invånare.

## Befolkningsutveckling
Antalet invånare i kommunen Montrond
Referens:INSEE